# Gamzat Cadasa
Gamzat Cadasa (ros. Гамза́т Цадаса́, awar. ЦӀадаса ХӀамзат; ur. 28 lipca?/9 sierpnia 1877 w Cadzie, zm. 11 czerwca 1951 w Machaczkale) – dagestański poeta ludowy, dramaturg i eseista, ojciec Rasuła Gamzatowa. Laureat Nagrody Stalinowskiej.

## Życiorys
Syn ubogiego wieśniaka. Studiował w medresie. W ciągu trzech lat był imamem i sędzią w swojej rodzinnej wsi Cada. Później pracował na kolei, następnie został rolnikiem. Zaczął pisać wiersze w 1891 roku. W 1934 roku był Członkiem Związku Pisarzy ZSRR. Jego dzieła były ściśle związane z folklorem awarskim. Oprócz wierszy i dramatów pisał też bajki dla dzieci, do popularniejszych należą Bajka o zającu i lwie oraz Słoń i mrówka. Przetłumaczył utwory A. Puszkina (m.in. poemat Rusłan i Ludmiła) na język awarski.

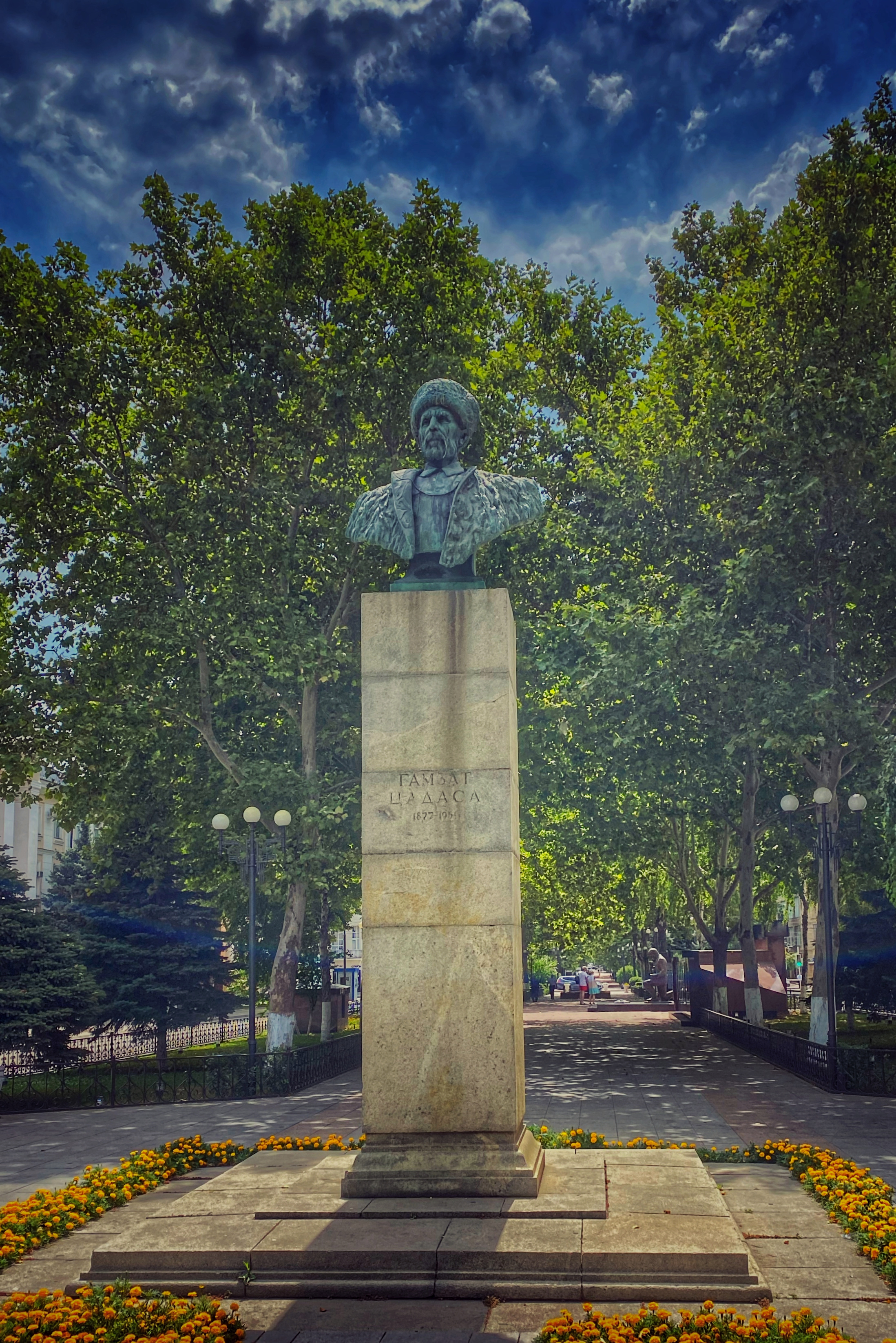
Pomnik Gamzata Cadasa w Machaczkałe

## Adaptacje filmowe
- 1948: Słoń i mrówka
- 1949: Lew i zając

Źródło:

## Nagrody i odznaczenia
- Order Czerwonego Sztandaru Pracy (1939)
- Order Lenina
- Nagroda Stalinowska (1951)

Źródło: